# Carl Gustaf Styf
Carl Gustaf Styf, född 27 februari 1791 i Järsnäs, Jönköpings län, död 12 februari 1861 i Hörsne, Gotland, var en svensk skarprättare främst verksam på Gotland. Han avrättade klockan 11.00 onsdagen den 5 mars 1845 hattmakaren Anders Johan Hasselberg i Visby, då denne var dömd för mord.
Styf rekryterades som skarprättare 1837, då han tidigare varit båtsman. Den 4 februari samma år avrättade han fyra personer på Endrebacke avrättningsplats.
Han gifte sig 1820 med änkan Maria Olofsdotter och var bosatt vid Nybjers grund i Hörsne.